# Lynn Fontanne

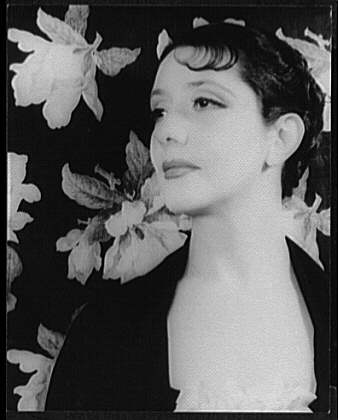
Lynn Fontanne (1932)

Lillie Louise „Lynn“ Fontanne (* 6. Dezember 1887 im London Borough of Redbridge, Vereinigtes Königreich; † 30. Juli 1983 in Genesee Depot, Wisconsin, USA) war eine britische Film- und Theaterschauspielerin.

## Leben
Lynn Fontanne wurde 1887 in England als Tochter des Druckers Jules Fontanne, einem gebürtigen Franzosen, und der Irin Frances Ellen Thornley geboren. Von Kindheit an Lynn gerufen, begeisterte sie sich schon in jungen Jahren für die Schauspielerei. Durch einen Freund der Familie wurde sie mit der Schauspielerin Ellen Terry bekanntgemacht, von der sie Schauspielunterricht erhielt.
Ihr Londoner Theaterdebüt feierte sie 1905 mit einer kleinen Rolle als Pantomimin im Theatre Royal in der Drury Lane, dem weitere Nebenrollen in Schauspielhäusern oder auf Tourneen in England folgten. 1910 besuchte sie erstmals die Vereinigten Staaten, wo sie in dem Theaterstück Mr. Preedy and the Countess ihr Broadway-Debüt gab. Obwohl sie danach über sechs Jahrzehnte in den USA lebte, beantragte sie nie deren Staatsbürgerschaft. Fontanne wurde hauptsächlich als Theaterschauspielerin bekannt. Sie trat in rund 35 Theaterstücken auf. 1959 wurde sie für den Tony Award nominiert, aber erst 1970 mit diesem Preis ausgezeichnet.
1919 lernte Fontanne den fünf Jahre jüngeren Schauspieler Alfred Lunt kennen. Ihr erster großer Erfolg war die Titelrolle in George S. Kaufmans und Marc Connellys Dulcy (1921). Im Mai 1922 heiraten Fontanne und Lunt. Das Paar war von 1924 bis 1929 Mitglied der amerikanischen Theaterkompanie Theatre Guild und erschien dort in Stücken wie Ferenc Molnárs Scheidung von Margit Veszi (The Guardsmen, 1924/25), George Bernard Shaws Helden (1925/26) und Pygmalion (1926/27) oder Franz Werfels Bocksgesang (The Goat Song, 1926). Noch heute gelten sie als eines der ersten Schauspielerehepaare der Geschichte, das meist zusammen auftrat. Auch teilten sie sich gemeinsame Filmprojekte.
Fontanne, die 1924 in Second Youth erstmals vor der Kamera stand, wirkte wie ihr Ehemann nur an wenigen Filmen mit. Ihr erfolgreichster Spielfilm war die Theaterverfilmung von Werfels Bocksgesang, The Guardsman (1931), für die Fontanne 1932 für den Oscar als Beste Hauptdarstellerin nominiert wurde.
Fontanne und Lunt gründeten das Lunt-Fontanne Theatre in New York City, das am 5. Mai 1958 mit Friedrich Dürrenmatts Der Besuch der alten Dame den Betrieb eröffnete. Nach Alfred Lunts Tod im August 1977 zog sich Fontanne auf ihr Landgut in Waukesha County zurück. Hier starb sie sechs Jahre später im Alter von 95 Jahren an einer Lungenentzündung.

## Sonstiges
- Auf ihrem Landgut wurde nach Fontannes Tod ein Theatermuseum eingerichtet.
- 1999 wurde exklusiv in New York City eine 33-Cent-Briefmarke mit dem Konterfei des Ehepaares vertrieben.
- Die wechselhafte Beziehung des Ehepaares soll als Vorbild für die Hauptfiguren im Musical Kiss Me, Kate gedient haben.
- In J. D. Salingers Roman Der Fänger im Roggen besucht Hauptfigur Holden Caulfield eine Vorstellung des Ehepaares.

## Filmografie (Auswahl)
- 1924: Second Youth
- 1925: The Man Who Found Himself
- 1931: The Guardsman
- 1943: Stage Door Canteen
- 1956–1963: The United States Steel Hour (Fernsehserie, 2 Folgen)
- 1957: Producers’ Showcase (Fernsehserie, 1 Folge)
- 1960: Peter Pan (Fernsehfilm)
- 1965: The Magnificent Yankee (Fernsehfilm)
- 1976: Anastasia (Fernsehfilm)

## Auszeichnungen
- 1932: Oscar-Nominierung, Bester Hauptdarstellerin für: The Guardsman
- 1964: Presidential Medal of Freedom
- 1970: Tony Award (Special Award)